# Furcraea guatemalensis
Furcraea guatemalensis ist eine Pflanzenart aus der Gattung Furcraea in der Unterfamilie der Agavengewächse (Agavoideae).  Das Artepitheton guatemalensis verweist auf das Vorkommen der Art in Guatemala.

## Beschreibung
Furcraea guatemalensis wächst mit etwas stammbildenden Rosetten. Die (schmal) lanzettlichen bis fast schwertförmigen, mäßig konkaven  Laubblätter sind spitz. Ihre opak grüne bis graue, glatte oder leicht aufgeraute Blattspreite ist 130 bis 200 Zentimeter lang (selten bis zu 225 Zentimeter) und 7 bis 10 Zentimeter (selten bis zu 15 Zentimeter) breit. An der Spitze sitzt ein robuster, pfriemlicher, an der Basis gefurchter Enddorn. Er ist 2 Millimeter lang und 1 Millimeter breit. Der Blattrand ist etwas auswärts gebogen und zwischen den Vorsprüngen gerade. Die (stark) aufwärts gebogenen, 3 bis 5 Millimeter (selten bis 7 Millimeter) langen Randzähne laufen auf etwas fleischigen Erhöhungen herab. Sie sind rotbraun, anfangs an der Basis hell und werden später kastanienbraun. Die Randzähne stehen 10 bis 30 Millimeter (selten bis zu 45 Millimeter) voneinander entfernt.
Der eiförmige-kugelförmige Bulbillen tragende, kahle, offene Blütenstand erreicht eine Höhe von 2 bis 5 Meter. Die Brakteen sind viel kürzer Blütenstiele. Die Blüten weisen eine Länge von 40 bis 45 Millimeter auf. Ihre länglich elliptischen, hellgrünen oder grünlich weißlichen Perigonblätter sind 20 Millimeter lang und 6 bis 11 Millimeter breit. Die Staubfäden sind 10 bis 12 Millimeter lang. Der Fruchtknoten weist eine Länge von 15 bis 20 Millimeter auf.
Die kugelförmigen-würfeligen, geschnäbelten Früchte sind gestielt. Sie erreichen eine Länge von 4 bis 5 Zentimeter und eine Breite von 3,5 bis 4 Zentimeter. Die Früchte enthalten 20 Millimeter lange und 12 bis 20 Millimeter breite Samen.

## Systematik und Verbreitung
Furcraea guatemalensis ist in Guatemala, Belize, Honduras und El Salvador auf felsigen Hängen in Kiefernwäldern in Höhenlagen von 700 bis 2300 Metern verbreitet. 
Die Erstbeschreibung durch William Trelease wurde 1915 veröffentlicht.  Ein Synonym ist Furcraea melanodonta Trel. (1915).
Furcraea guatemalensis wird in der Gattung in die Sektion Furcraea eingeordnet.

## Nachweise